# جميلة (مغنية جزائرية)
لالة جميلة  (1930م - 2019)، هي مغنية جزائرية مختصة في طابع أشويق ضمن الموسيقى الأمازيغية. اسمها الحقيقي جوهرة باشان.

## مسيرتها

### النشأة

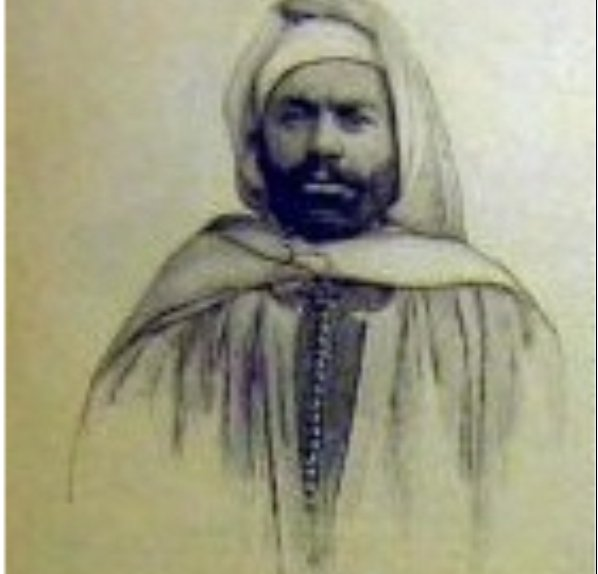
الشهيد أرزقي باشان

وُلدت «جوهرة باشان» بتاريخ 2 ماي 1930م في قرية آيث بوهوني في ولاية تيزي وزو.
وتنتمي عائلتها إلى عرش آيث غبري في دائرة عزازقة ضمن عروش زواوة، وأعطي لها اسم «جوهرة» نسبة لجدتها من أبيها المسماة «جوهرة» كذلك.
وتُعتبر عائلة «باشان Bachène» من العائلات المقاومة لجحافل الاحتلال الفرنسي للجزائر الذي قام بقطع رأس القائد الشهيد أرزقي باشان [الفرنسية] خلال سنة 1895م.
توفيت والدتها خلال سنة 1937م وعمرها 40 عاما تاركة البنت «جوهرة باشان» ذات السبع سنوات مكلفة برعاية أبيها المريض وإخوتها الصغار، ذلك أن أمها تركت لها رضيعة عمره شهر واحد ما لبث أن توفي بعد سبعة أشهر من رعايتها له.
تزوجت «جوهرة باشان» خلال عام 1942م في سن 12 سنة بعد وفاة أبيها، وهي صغيرة، مع رجل من مدينة الجزائر التي التحقت بها في عام 1946م.
فتكفلت لمدة أربع سنوات من 1942م إلى 1946م بتربية إخوتها وأخواتها بالتوازي مع واجباتها الزوجية.
وتنقلت بعد ذلك بين مساكن عديدة في كل من بلدية بن عكنون، وبلدية بوزريعة، ثم بلدية الجزائر الوسطى أين كانت لها فرصة الالتقاء مع الفنانة القبائلية شابحة.

### ميولها الفني
شرعت «جميلة جوهرة باشان» في ترديد الأغاني القبائلية القديمة منذ نعومة أظافرها، وذلك أثناء السهرات الشتوية أو الأشغال الفلاحية في الحقول.

### دخول الإذاعة
قامت الفنانة شابحة، التي كانت جارة «جوهرة باشان» في بلدية بوزريعة، خلال سنة 1949م باكتشاف الموهبة الصوتية والغنائية لهذه الشابة التي التحقت بعد مدة قليلة بمقر القناة الإذاعية الثانية ضمن الإذاعة الجزائرية · .
وما أن التحقت «جوهرة باشان» بمقر الإذاعة الجزائرية بمعية شابحة حتى أجري لها امتحان صوتي وفني في حصة تُبث باللغتين العربية والقبائلية تحت إشراف الفنانين سفير بودالي وسعيد رزوق وأحمد بلحسن، وذلك بتوجيه من المدير الشيخ نور الدين مزيان [الفرنسية] الذي كان قائد الأوركسترا الذي شجعها كثيرا ونصحها ودعمها.
وبعد نجاحها في الامتحان الصوتي، أطلق عليها الفنان سعيد رزوق الاسم الفني «جميلة».

### الاحتراف الإذاعي

الحاج محمد العنقة

تألق المسار الاحترافي للفنانة «جميلة جوهرة باشان» خلال سنة 1951م عبر التنشيط الإذاعي في القناة الإذاعية الثانية.
فصارت بذلك نجمة جديدة في فضاء الفن القبائلي عبر تنشيط الحصة الإذاعية التي عنوانها «النساء الماكثات في البيت les femmes au foyer»، بالإضافة إلى برنامج إذاعي آخر موجه للأطفال بمشاركة الفنانين عبد المجيد بن ناصر، أحمد حليت، إبراهيم داري، حسان الحاج.
وشاركت الفنانة «جميلة جوهرة باشان» بذلك في استمرارية عمل الفنانات ونيسة حليمة قديم ويمينة فروجة أعراب وزينة وردية مهداوي الذي انطلق خلال عام 1936م من خلال تأسيس القناة الإذاعية الثانية الناطقة باللغة القبائلية التي كان يرأسها فتح الله بن حسين.
وكان هذا القسم الإذاعي تابعا آنذاك لمؤسسة إذاعة مدينة الجزائر (بالفرنسية: Radio-Alger)‏ التي تم إنشاؤها قبل ذلك خلال عام 1929م.
فساهم معهن الفنان نور الدين مزيان [الفرنسية] في تحويل هذا القسم الإذاعي إلى مشتلة ثقافية وطنية تلتقي فيها المواهب الفنية الناطقة باللغة الأمازيغية لإنتاج البرامج الإذاعية والسكاتشات والأغاني.
وفي مقر هذه الإذاعة الأمازيغية، الواقع وقتئذ في "شارع بيار بيرتيزين (بالفرنسية: Rue Pierre Berthezène)‏"، تفتقت قريحة الفنانة «جميلة جوهرة باشان» مع زميلتيها الأخريين زينة وردية مهداوي وحسنة على أداء فني وغنائي متميز.
وكانت «مجموعة لالة ونيسة» هي المؤسِّسة الفعلية للغناء الإذاعي القبائلي في الجزائر، وذلك عبر الثلاثي: ونيسة حليمة قديم، ويمينة فروجة أعراب، وزينة وردية مهداوي.
كما كانت تجهيزات هذا القسم الإذاعي، المدعو "محطة لافارج (بالفرنسية: Station Lafarge)‏"، موجودة في قبو "قاعة ابن خلدون (بالفرنسية: Salle Pierre Bordes)‏" آنذاك.
وكانت الأوركسترا الإذاعية التي أسسها الشيخ نور الدين مزيان [الفرنسية] هي التي سمحت لهؤلاء الفنانات في هذه الإذاعة بتسجيل أغانيهن.
وتكونت هذه الأوركسترا من العديد من الموسيقيين الذين من بينهم «الشيخ الناموس»، «سيد علي أحمد مجدول»، و«الحاج منور» الذين أسهموا في إنشاء وإنجاح المسرح الإذاعي [الفرنسية] والأغنية الساخرة [الفرنسية].
فبزغت حينئذ موهبة فنانين إذاعيين آخرين مع «جميلة جوهرة باشان» من بينهم «كمال حمادي»، و«يوسف أبجاوي»، و«محند رشيد»، و«رشيد مزيان» تحت إشراف الحاج محمد العنقة.
فصارت الفنانة «جميلة جوهرة باشان» محاطة إثر ذلك بكوكبة من الفنانات القبائليات اللواتي من بينهن: زينة وردية مهداوي، وشريفة، وجيدة، وحنيفة، ووريدة، ويمينة فروجة أعراب.

### الغناء
بعد سنتين من التجربة الإذاعية الناجحة داخل القناة الإذاعية الثانية، توجهت الفنانة «جميلة جوهرة باشان» خلال سنة 1953م نحو تأليف وأداء الأغاني القبائلية في طابع أشويق ضمن الفن القبائلي.
وقد لاقت أغانيها الأولى رواجا وقبولا كبيرين لدى جمهورها الإذاعي والاجتماعي وفي المهجر، ومن بينها:
- 1953م: آبحري (Abahri).
- 1954م: سيوطاس السلام (Sioutass Sllam).

### برنامج أورار الخالات
بعد رسوخ تجربتها الإذاعية والغنائية، شاركت الفنانة «جميلة جوهرة باشان» في تنشيط العديد من البرامج الإذاعية خلال مسيرتها الفنية رفقة زميلاتها شابحة ووريدة ويمينة ثم الفنانات القبائليات اللواتي التحقن بالقناة الإذاعية الثانية الناطقة باللغة القبائلية.
وأشهر برنامج إذاعي عُرفت من خلال موهبة «جميلة» هو أورار لخالات [القبيلية] الذي كان يُعنى بأغاني النساء القبائليات وفق طابع أشويق.
ثم تلاه برنامج إذاعي شهير آخر هو نوبة لخالات الذي كان يُعنى باكتشاف المواهب الغنائية النسوية القبائلية وفق طابع أشويق والفن القبائلي الأصيل.
وكان برنامج نوبة لخالات تطورا ملحوظا في أداء القناة الإذاعية الثانية عبر الانتقال من مجرد بث أغاني طابع أشويق إلى مرحلة إنتاج أغان مصحوبة بأوركسترا.
وقد استمر إنتاج وبث حصة "أورار لخالات [القبيلية] (Urar Lkhalat)" لعشرات السنين على أمواج الإذاعة الجزائرية.

### النضال الوطني التحرري

القناة الإذاعية الثانية في الإذاعة الجزائرية

لم تتخلف الفنانة «جميلة جوهرة باشان» عن المساهمة الفنية في ثورة تحرير الجزائر مع العديد من الفنانين القبائليين منذ 1 نوفمبر 1954م.
وقد ألفت وأدت أغنيتين اثنتين لدعم الجهد التحرري الوطني عنوانهما:
- ثامورث لدزاير (Tamourth ladzayer).
- آيا عساس الجامع (Aya Assas El Djamaâ).

### الإذاعة الوطنية الجزائرية
واصلت الفنانة «جميلة جوهرة باشان» مشوارها الفني في القناة الإذاعية الثانية رفقة زميلتيها شريفة وردية بوشملال ونوارة زهية حميزي.

### الجولات الفنية

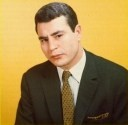
آكلي يحياتن

ساهمت الفنانة «جميلة جوهرة باشان» في ترسيخ الهوية الثقافية الجزائرية من خلال مشاركتها في جولات فنية داخل الجزائر وخارجها.
وكانت هذه الجولات برفقة آكلي يحياتن ويوسف أبجاوي.

### الأغاني الثنائية
شاركت الفنانة «جميلة جوهرة باشان» مع العديد من الفنانين القبائليين في أغاني ثنائية.

### التمثيل التلفزيوني والسينمائي

فيلم ريح الأوراس

شاركت الفنانة «جميلة جوهرة باشان» ابتداء من سنة 1962م كممثلة في أدوار عديدة ضمن أفلام جزائرية رفقة العديد من الفنانين القبائليين.
وكانت هذه الأفلام من إنتاج الديوان الوطني من أجل التجارة والصناعة السينماتوغرافية [الفرنسية].
وقد باشرت «جميلة جوهرة باشان» تعلم كتابة اللغة الفرنسية مع تقوية معرفتها باللغة العربية عبر متابعتها دروسا مسائية، كما نالت رخصة سياقة السيارات، وكل هذه الجهود بذلتها من أجل إنجاح أدوارها التمثيلية التلفزيونية والسينمائية.
ومن بين هذه الأفلام يمكن ذكر:
- الفيلم القصير: «النقيب سي بلعيد Le capitaine Si Belaïd» في سنة 1962م من إخراج محمد إفتيسان.
- الفيلم الطويل: "حافلة الأحلام Le bus des rêves" في سنة 1962م من إخراج مصطفى تيزراوي.
- الفيلم الطويل: «ريح الأوراس Le vent des Aurès» في سنة 1966م من إخراج محمد الأخضر حمينة.
- الفيلم الطويل: «الخارجون عن القانون Les hors la loi» مع الشيخ نور الدين مزيان [الفرنسية] وسيد أحمد أقومي في سنة 1969م من إخراج توفيق فارس.
- الفيلم الطويل: «دم المنفى Le sang de l'exil» في سنة 1971م من إخراج محمد إفتيسان.
- الفيلم الطويل: «يوميات عامل شاب Journal d'un jeune travailleur» مع عز الدين مجوبي في سنة 1972م من إخراج محمد إفتيسان.
- الفيلم الطويل: «ليلى وأخواتها Leïla et les autres» في سنة 1977م من إخراج سيد علي مازيف [الفرنسية].
- الفيلم الطويل: «باب الواد سيتي Bab El-Oued City» مع نادية قاسي في سنة 1994م من إخراج مرزاق علواش.
- الفيلم الطويل: «الربوة المنسية La Colline oubliée» في سنة 1997م من إخراج عبد الرحمان بوقرموح.

### الرصيد الفني
تركت الفنانة «جميلة جوهرة باشان» عند تقاعدها في سنة 2009م العديد من الأعمال الفنية الغنائية والسينمائية.
وقد بلغ تعداد الأغاني المسجلة التي كتبتها وأدتها الفنانة «جميلة» ما يربو عن 217 أغنية.
كما بلغ عدد الأفلام السينمائية التي شاركت فيها الفنانة «جميلة» ما يقارب 30 فيلما.

### التقاعد
أدت الفنانة «جميلة جوهرة باشان» فريضة حج البيت بعد تقاعدها في سنة 2009م للتفرغ لحياتها الخاصة والعائلية في مدينة الجزائر.
وتتم دعوتها أحيانا للإدلاء بشهاداتها في محاضرات فنية وتاريخية وتكريمات لفنانين.

## أغاني أشويق

### أغاني الفنانة جميلة
تُعتبر الفنانة «جميلة جوهرة باشان» من أشهر مغنيات «أشويق»، ومن بين أغانيها المعروفة:
- 1949م: «سبحانك الله العظيم (Sobhanak Allah El Adhim)».
- 1950م: «أرنوياس آمان آخالي (Arnouyass amane akhali)».
- 1951م: «آي أماقرامان (Ay amagraman)».
- 1952م: «يفراري واس (Yefrari Ouas)».
- 1953م: «يا الشيخ العربي (Ya cheikh Lâarvi)».

### فيديوهات أغاني جميلة
- أغنية: سبحانك الله العظيم (Sobhanak Allah El Adhim) على يوتيوب
- أغنية: أرنوياس آمان آخالي (Arnouyass amane akhali) على يوتيوب
- أغنية: آي أماقرامان (Ay amagraman) على يوتيوب
- أغنية: فراري واس (Yefrari Ouas) على يوتيوب
- أغنية: يا الشيخ العربي (Ya cheikh Lâarvi) على يوتيوب

### فايسبوك
- جميلة  على فيسبوك.

### وصلات خارجية
- الموقع الرسمي لوزارة الثقافة الجزائرية
- الموقع الرسمي لولاية تيزي وزو